# 8 Pułk Mostów Drogowych i Kolejowych
8 Pułk Mostów Drogowych i Kolejowych (8 pmdik) – oddział Wojsk Kolejowych i Drogowych Sił Zbrojnych PRL i III RP.

## Historia pułku
W IV kwartale 1960 r., na mocy Zarządzenia Szefa Sztabu Generalnego WP nr 088/Org. z dnia 15 października 1960, oraz Zarządzenia Szefa Sztabu POW nr 041/Org. z dnia 4 listopada 1960 w garnizonie Grudziądz, sformowany został 12 batalion mostów składanych (12 bms). 16 grudnia 1961 gen. bryg. Jan Szymanowski wręczył dowódcy batalionu sztandar ufundowany przez społeczeństwo Grudziądza. Na przełomie 1969/1970, na mocy Rozkazu MON nr 083/Org. z dnia 8 listopada 1969 roku, na bazie 12 bms oraz kadry rozformowanego 3 batalionu mostowego z Inowrocławia, powstał 8 pułk mostów drogowych i kolejowych.
Jednostka podlegała dowództwu Zgrupowania Jednostek Kolejowych i Drogowych z siedzibą w Twierdzy Modlin. Głównym zadaniem Pułku było prowadzenie praktycznego szkolenia z budowy mostów drogowych i kolejowych w ramach prac na rzecz gospodarki narodowej. W 1985 żołnierze pułku uczestniczyli w budowie mostu „Syreny”. W 1989 pułk został przeformowany w 8 Wojskowe Zakłady Budownictwa Kolejowego, a w następnym roku w 8 Ośrodek Przechowywania Sprzętu. W 1997 jednostka brała udział w likwidacji skutków powodzi na południu Polski m.in. budując mosty i przeprawy drogowe. W terminie do 31 grudnia 2002 Ośrodek przestał istnieć jako samodzielna jednostka, stając się składem sprzętu podległym 2 Inowrocławskiemu pułkowi komunikacyjnemu.

## Żołnierze pułku
Dowódcy jednostki
- mjr mgr inż. Józef Czeczotko (1960–1967)
- mjr/płk Jerzy Zawadzki (1967–1978)
- mjr/płk Bogusław Krzyżaniak (1978–1985)
- ppłk Wojciech Paciorkowski (1985–1989)
- ppłk/płk inż. Eugeniusz Kłobukowski (1989–2002)
- mjr dypl. inż. Roman Matławski (2002)